# Pfarrkirche Klagenfurt-St. Martin

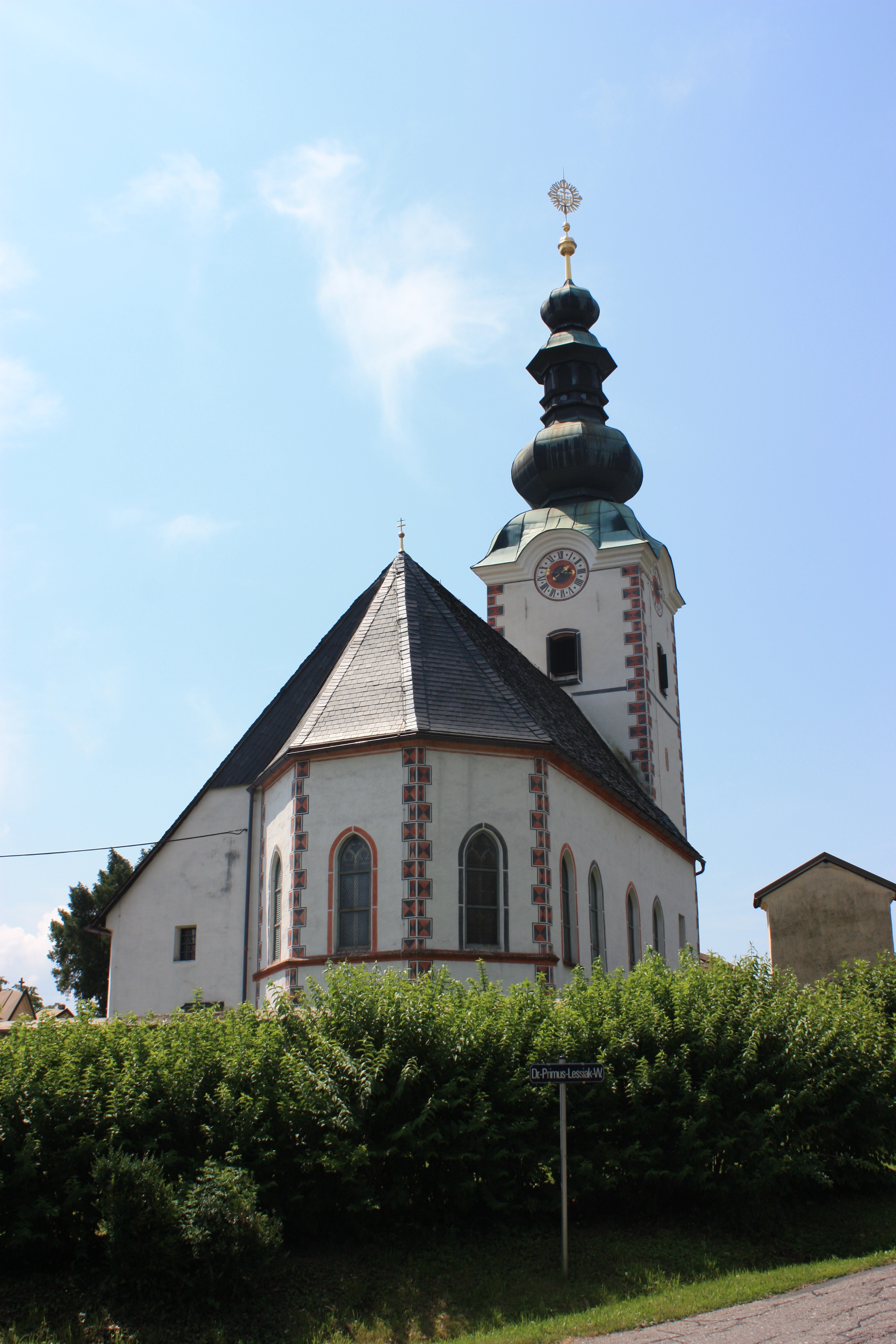
Ostansicht

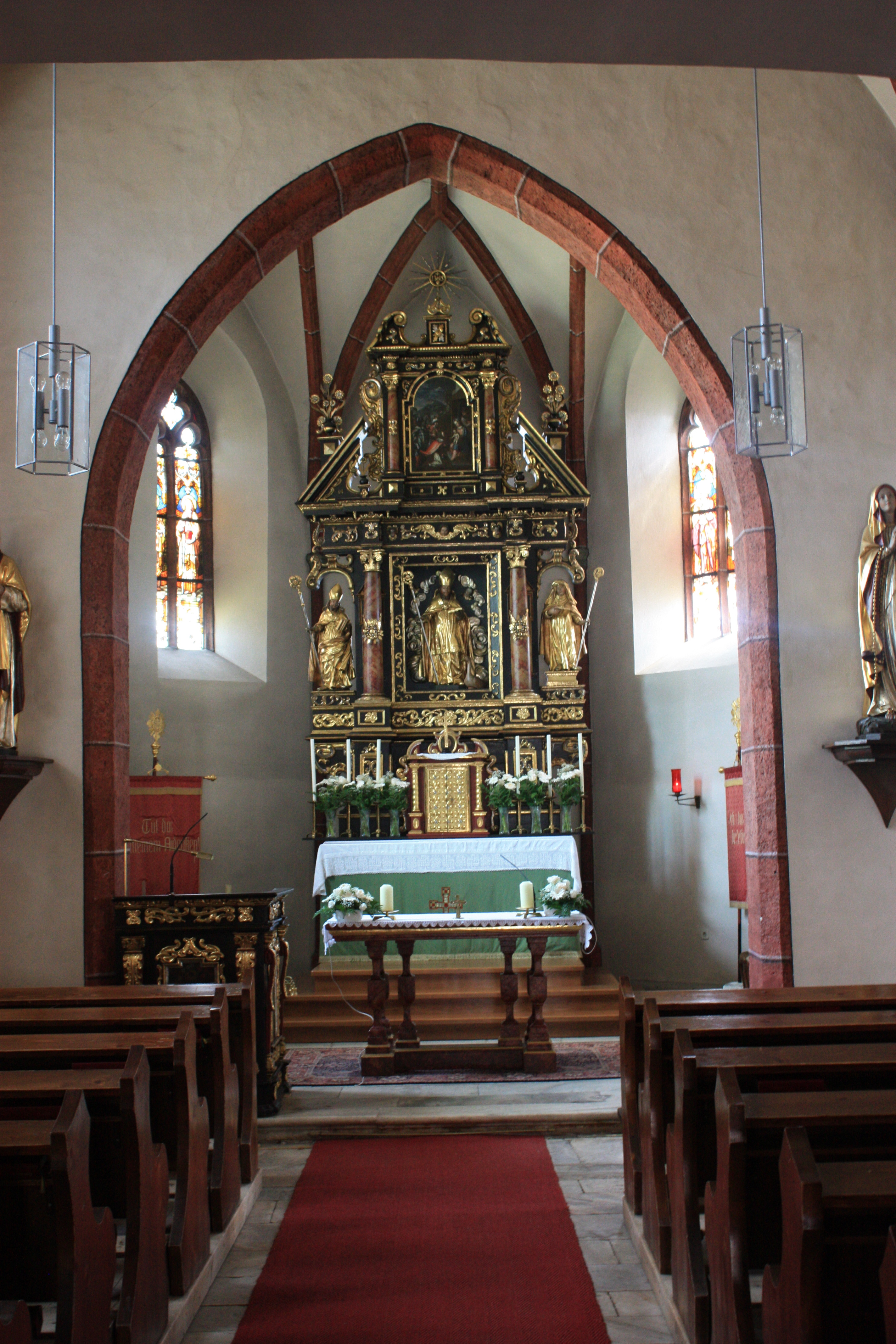
Innenansicht

Die römisch-katholische Pfarrkirche Klagenfurt-St. Martin steht im Stadtteil St. Martin in der Stadtgemeinde Klagenfurt am Wörthersee in Kärnten. Die Pfarrkirche hl. Martin gehört zum Dekanat Klagenfurt-Stadt in der Diözese Gurk-Klagenfurt. Die Kirche und der ehemalige Friedhof stehen unter Denkmalschutz. 

## Geschichte
Eine Kirche in St. Martin wurde erstmals 1384 urkundlich erwähnt und bald danach mit pfarrlichen Rechten ausgestattet. Zwischenzeitlich war die Kirche eine Filiale von St. Ruprecht und wurde erst 1947 wieder zur Pfarre erhoben. In St. Martin wurde Primus Lessiak begraben, woran eine 2008 angebrachte Grabtafel erinnert.

## Baubeschreibung
Die Kirche ist im Kern ein frühgotischer Bau. Der spätgotische Chor von 1472 mit Fünfachtelschluss besitzt Maßwerksfenster. Die südseitig gelegene Sakristei und der barocke Kapellenanbau wurden durch ein steiles Pultdach in das Langhaus eingebunden. An den Vorhallenturm mit hohem barocken Zwiebelhelm schließt westlich eine offene Vorhalle an. 
Im vierjochigen Langhaus und im gleich breiten Chor erhebt sich ein Rautensternrippengewölbe über Runddiensten mit Blatt- und Kopfkonsolen. An der Chornordwand befindet sich eine Sakramentsnische mit Maßwerk und Gitter. Die Glasfenster von 1899 im Chor und Schiff sind mit Heiligendarstellungen bemalt. In der südseitigen Kapelle wölbt sich eine Quertonne mit Stichkappen.

## Einrichtung
Der Hochaltar aus der zweiten Hälfte des 17. Jahrhunderts wurde 1960 von der Filialkirche St. Willibald am Krappfeld übernommen. Er besteht aus einer Ädikula über hohen Sockel, seitlichen Baldachinbögen, einem gesprengten Dreiecksgiebel mit kleiner Ädikula als Aufsatz, der von kleinen Voluten und einem Strahlenkranz bekrönt wird. Der Sockel, das Gebälk, die Baldachinbögen und die Ohren am Aufsatz sind mit aufgelöstem Knorpelwerk verziert. Der Altar trägt die Statue des heiligen Martin, flankiert von den Figuren der heiligen Willibald und Walpurga. Das Oberbild zeigt die Anbetung der Könige. 
An der Triumphbogenwand stehen auf Konsolen eine Herz-Jesu-Statue und eine Madonna im nazarenischen Stil. In der südseitigen Kapelle hängt ein in den 1830er Jahren von Albine Freiin von Herbert und Julietta Forti gemaltes Bild des heiligen Martin.